# Síndrome antifosfolípido catastrófico
El síndrome antifosfolípido catastrófico (abreviado SAC), también conocido como el síndrome de Asherson, es un complejo proceso biológico que conduce al cerramiento de las pequeñas venas de diversos órganos. Fue descrito por Ronald Asherson en 1992. Este síndrome cursa con microangiopatía trombótica, fallo multiorgánico y necrosis. Es una variante extrema del síndrome antifosfolípido.
Este síndrome tiene una tasa de mortalidad cercana al 50 %. Tras ser descubierto y registrado, se ha aprendido más acerca de este padecimiento; sin embargo, las causas permanecen desconocidas, aunque en la mayoría de los casos se presentan cuadros infecciosos, traumas, alta medicación y cirugías. Se piensa que las citocinas activadas conducen al síndrome conocido como tormenta de citocinas, con fatales consecuencias para el organismo.